# Səfurə Əlizadə
Səfurə Səlim qızı Əlizadə (ur. 20 września 1992 w Baku) – azerska piosenkarka. Reprezentantka Azerbejdżanu w 55. Konkursie Piosenki Eurowizji (2010).

## Rodzina i edukacja
Jej ojciec jest malarzem, a matka – pianistką i projektantką mody. W dzieciństwie trenowała gimnastykę i uczyła się w szkole choreograficznej. Uczęszczała do szkoły nr 23 w Baku. Ukończyła szkołę muzyczną w klasie skrzypiec, uczyła się grać także na saksofonie i pianinie.
Była członkinią zespołu Sharg Ulduzlari. Dwa razy w roku brała udział w musicalach wystawianych, m.in. w Heydar Aliyev’s Palace, State Philharmonic Hall i Opera and Ballet Theatre. Kiedy miała 16 lat, zwyciężyła w finale ósmej edycji programu Yeni ulduz.

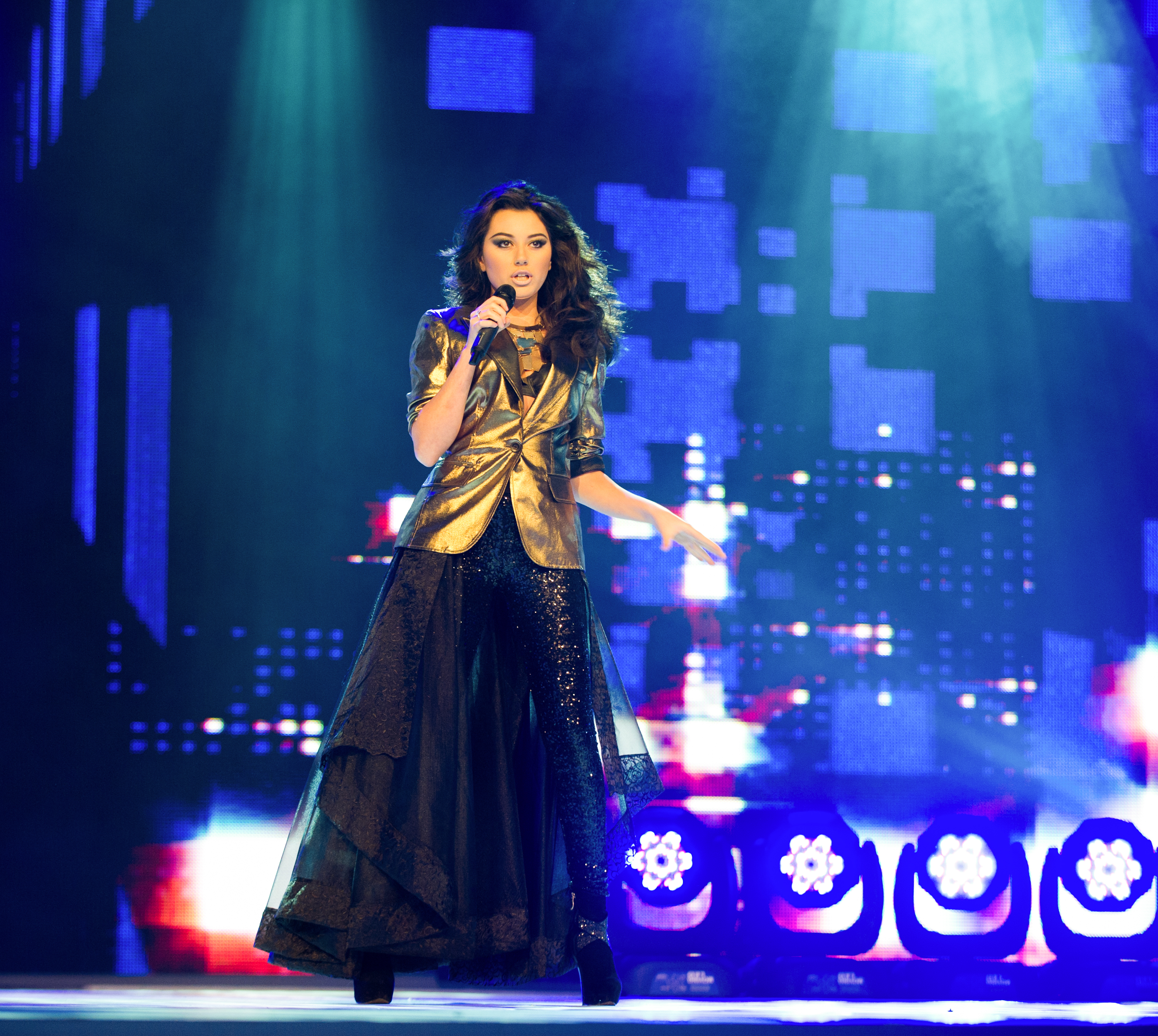
Səfurə (2012)

W maju 2010, reprezentując Azerbejdżan z utworem „Drip Drop”, zajęła piąte miejsce w finale 55. Konkursu Piosenki Eurowizji w Oslo. Przed występem w konkursie odbyła trasę promocyjną po Europie; wystąpiła w Niemczech, Holandii, Grecji, Szwajcarii, Belgii, Polski, Rosji, Ukrainie i Szwecji. Po finale Eurowizji przeprowadziła się do Szwecji, gdzie 18 czerwca wydała album pt. It’s My War i nagrała teledysk do singla „March On”. W tym samym roku rozpoczęła europejską trasę koncertową, której obejmowała występy w Szwecji, Niemczech, Polsce, Rosji, Tadżykistanie, Turcji, Białorusi i Ukrainie; w ramach polskiej części trasy wystąpiła podczas koncertu Radia Eska i Bydgoszcz Hit Festiwal 2010. Również w 2010 napisała piosenkę „Paradise” z tekstem Nafy Aliyevej i Endriego Sulaja. W styczniu 2012 wystąpiła jako gość muzyczny podczas ceremonii losowania półfinałów na 57. Konkurs Piosenki Eurowizji.
W grudniu 2015 otworzyła galerię sztuki „S” w Stambule.
W maju 2025 podała wyniki głosowania azerskiego jury podczas 69. Konkursu Piosenki Eurowizji.

## Życie prywatne
W lipcu 2013 wyszła za Fərhada Əliyeva, syna Natiga Aliyeva, azerskiego Ministra Przemysłu i Energetyki. Mają troje dzieci: dwóch synów i córkę.

## Dyskografia
Albumy studyjne
| Rok  | Tytuł                                                      |
| ---- | ---------------------------------------------------------- |
| 2010 | It’s My War - Wydany: 18 czerwca 2010 - Wytwórnia: Zaphire |

Single
| Rok  | Single                                      | Najwyższe pozycje na listach | Najwyższe pozycje na listach | Najwyższe pozycje na listach | Najwyższe pozycje na listach | Najwyższe pozycje na listach | Najwyższe pozycje na listach | Album       |
| Rok  | Single                                      | UK                           | AUT                          | GER                          | SWE                          | NOR                          | BEL (FLA)                    | Album       |
| ---- | ------------------------------------------- | ---------------------------- | ---------------------------- | ---------------------------- | ---------------------------- | ---------------------------- | ---------------------------- | ----------- |
| 2010 | „Drip Drop”                                 | 181                          | 41                           | 26                           | 40                           | 15                           | 38                           | It’s My War |
| 2010 | „March On”                                  | –                            | –                            | –                            | –                            | –                            | –                            | It’s My War |
| 2010 | „Never Ending” (Colby O’Donis feat. Safura) | –                            | –                            | –                            | –                            | –                            | –                            | –           |
| 2011 | „Paradise”                                  | –                            | –                            | –                            | –                            | –                            | –                            | –           |